# Lefebvre (Aalst)
Lefebvre was een familie van Zuid-Nederlandse adel, hoofdzakelijk in Aalst gevestigd.

## Geschiedenis
- In 1755 verleende keizerin Maria Theresia adelsverheffing aan Albert-Joseph Lefebvre, schepen van Ninove, grootvader van de hierna vernoemden.
- Zijn zoon was Jean-Baptiste Lefebvre, licentiaat in de rechten, schepen en burgemeester van Geraardsbergen, burgemeester van Aalst (1789-1794)[bron?], in 1805 opnieuw raadslid van Aalst en in 1813-1814 maire[bron?] van de stad. Hij was getrouwd met Isabelle Lenaert. Ze hadden zes zoons (zie hierna) die in 1823 onder het Verenigd Koninkrijk der Nederlanden in de erfelijke adel werden erkend.

## Albert Lefebvre
- Albert Marie Ghislain Lefebvre (Aalst, 8 september 1782 - Brussel, 12 juli 1861) werd lid van het Nationaal Congres, lid van de Kamer van volksvertegenwoordigers en raadsheer bij het Hof van Cassatie.
  - Louis Lefebvre (1824-1889) was volksvertegenwoordiger. Hij was getrouwd met Marie Wouters de Jauche (1827-1902) en ze hadden veertien kinderen, van wie de meeste ongehuwd bleven.
    - Albert Alexandre Lefebvre (1854-1911) was volksvertegenwoordiger en burgemeester van Blaasveld.
    - Charles Lefebvre Wouters de Jauche (1861-1936) was volksvertegenwoordiger, senator, burgemeester van Ruisbroek en trouwde met Marie van Nyen (1872-1949). Ze hadden een zoon, Etienne Lefebvre (1884-1889), en een dochter, Edith Lefebvre (1895-1985). In 1930 kreeg Charles Lefebvre vergunning om 'Wouters de Jauche' aan zijn familienaam toe te voegen.

## Jacques Lefebvre
Jacques Joseph Ghislain Lefebvre (Aalst, 25 oktober 1784 - 13 februari 1829) was advocaat en schepen van Antwerpen. Hij bleef vrijgezel.

## Ignace Lefebvre
Ignace Marie Ghislain Lefebvre (° Aalst, 22 mei 1786). Hij werd raadslid (1834-1848) en schepen (1838-1848) van Aalst. Hij trouwde met een De Ghent, over wie niets verder is geweten. Ze bleven kinderloos.

## Henri Lefebvre
Henri Victor Constant Lefebvre (Aalst, 30 juli 1790 - 23 maart 1851) werd gemeenteraadslid (1824-1833) en schepen (1830-1833) van Aalst, provincieraadslid (1836-1847) en arrondissementscommissaris voor Aalst. Hij bleef vrijgezel.

## Alexandre Lefebvre
Alexandre François Ghislain Lefebvre (Aalst, 19 december 1793 - Mechelen, 25 januari 1848). Hij bleef vrijgezel.

## Victor Lefebvre
- Victor Nicolas Ghislain Lefebvre (Aalst, 6 december 1799 - 18 februari 1867) was wijnkoopman gemeenteontvanger van Aalst (1829-1867) en voorzitter van de Werkrechtersraad. Hij trouwde met Iris Van Langenhove (1812-1895), dochter van Louis van Langenhove, burgemeester van Welle. Ze kregen zes kinderen van wie er twee trouwden.
  - Ferdinand Lefebvre (1839-1892), majoor van de Burgerwacht, wijnkoopman, was vijfmaal kandidaat op een liberale lijst voor de gemeenteraad, maar werd nooit verkozen.
  - Léon Lefebvre (1846-1895) werd handelsrechter in Brussel. Hij trouwde met Laure van Langenhove (1849-1922), dochter van Alexandre van Langenhove, burgemeester van Aalst en bankier.
    - Alexandre Lefebvre (1879-1929) was advocaat. Hij trouwde met Odette Leuba. Het gezin bleef kinderloos.

  - Auguste Lefebvre (1847-1895) trouwde met Rachel Siron (1862-1934). Ze hadden twee dochters die ongehuwd bleven.

De laatste mannelijke naamdrager, Charles Lefebvre Wouters de Jauche, overleed in 1936 en de laatste naamdraagster, Edith Lefebvre Wouters de Jauche, echtgenote van Paul de Schietere de Lophem, in 1985.
Hiermee doofde de adellijke Aalsterse familie Lefebvre uit.